# Volta ao Algarve
Volta ao Algarve je etapový cyklistický závod konaný v portugalském Algarve. Od roku 2017 je organizován jako součást UCI Europe Tour na úrovni 2.HC, v roce 2020 se stal součástí UCI ProSeries. Díky svému únorovém termínu je závod často využíván jako příprava na jarní klasiky. Ročník 2021 byl odložen kvůli pandemii covidu-19 na květen; celkovým vítězem se stal domácí João Rodrigues.

## Seznam vítězů
| Rok       | Země               | Jezdec                 | Tým                       |
| --------- | ------------------ | ---------------------- | ------------------------- |
| 1960      | Portugalsko        | José Manuel Marques    | Águias Alpiarça           |
| 1961      | Portugalsko        | António Pisco          | Águias Alpiarça           |
| 1962–1976 | Nejelo se          | Nejelo se              | Nejelo se                 |
| 1977      | Portugalsko        | Belmiro Silva          | F.C. Porto                |
| 1978      | Portugalsko        | Joaquim Andrade        | Águias–Clock              |
| 1979      | Portugalsko        | Firmino Bernardino     | Lousa–Trinaranjus         |
| 1980      | Portugalsko        | Firmino Bernardino     | Lousa–Trinaranjus         |
| 1981      | Portugalsko        | Belmiro Silva          | F.C. Porto                |
| 1982      | Portugalsko        | Alexandre Ruas         | Lousa–Trinaranjus         |
| 1983      | Portugalsko        | Adelino Teixeira       | Lousa–Trinaranjus         |
| 1984      | Portugalsko        | Belmiro Silva          | Ovarense                  |
| 1985      | Portugalsko        | Eduardo Correia        | Sporting Lisboa–Raposeira |
| 1986      | Portugalsko        | Manuel Cunha           | Lousa–Trinaranjus         |
| 1987      | Portugalsko        | Manuel Cunha           | Sicasal–Torreense         |
| 1988      | Portugalsko        | Joaquim Gomes          | Louletano–Vale do Lobo    |
| 1989      | Portugalsko        | Fernando Carvalho      | Ruquita–Philips–Feirense  |
| 1990      | Portugalsko        | Fernando Carvalho      | Ruquita–Philips–Feirense  |
| 1991      | Portugalsko        | Joaquim Andrade        | Sicasal–Acral             |
| 1992      | Portugalsko        | Joaquim Gomes          | Recer–Boavista            |
| 1993      | Brazílie           | Cássio Freitas         | Recer–Boavista            |
| 1994      | Portugalsko        | Vitor Gamito           | Sicasal–Acral             |
| 1995      | Brazíli            | Cássio Freitas         | Recer–Boavista            |
| 1996      | Portugalsko        | Alberto Amaral         | Troiamarisco              |
| 1997      | Portugalsko        | Cândido Barbosa        | Maia–Jumbo–Cin            |
| 1998      | Česko              | Tomáš Konečný          | ZVVZ                      |
| 1999      | Španělsko          | Melchor Mauri          | Benfica                   |
| 2000      | Švýcarsko          | Alex Zülle             | Banesto                   |
| 2001      | Itálie             | Andrea Ferrigato       | Alessio                   |
| 2002      | Portugalsko        | Cândido Barbosa        | LA–Pecol                  |
| 2003      | Dánsko             | Claus Møller           | Milaneza–MSS              |
| 2004      | Spojené státy      | Floyd Landis           | U.S. Postal Service       |
| 2005      | Portugalsko        | Hugo Sabido            | Paredes Rota dos Moveis   |
| 2006      | Portugalsko        | João Cabreira          | Maia Milaneza             |
| 2007      | Itálie             | Alessandro Petacchi    | Team Milram               |
| 2008      | Belgie             | Stijn Devolder         | Quick-Step                |
| 2009      | Španělsko          | Alberto Contador       | Astana                    |
| 2010      | Španělsko          | Alberto Contador       | Astana                    |
| 2011      | Německo            | Tony Martin            | HTC–Highroad              |
| 2012      | Austrálie          | Richie Porte           | Team Sky                  |
| 2013      | Německo            | Tony Martin            | Omega Pharma–Quick-Step   |
| 2014      | Polsko             | Michał Kwiatkowski     | Omega Pharma–Quick-Step   |
| 2015      | Spojené království | Geraint Thomas         | Team Sky                  |
| 2016      | Spojené království | Geraint Thomas         | Team Sky                  |
| 2017      | Slovinsko          | Primož Roglič          | LottoNL–Jumbo             |
| 2018      | Polsko             | Michał Kwiatkowski     | Team Sky                  |
| 2019      | Slovinsko          | Tadej Pogačar          | UAE Team Emirates         |
| 2020      | Belgie             | Remco Evenepoel        | Deceuninck–Quick-Step     |
| 2021      | Portugalsko        | João Rodrigues         | W52–FC Porto              |
| 2022      | Belgie             | Remco Evenepoel        | Quick-Step–Alpha Vinyl    |
| 2023      | Kolumbie           | Daniel Felipe Martínez | Ineos Grenadiers          |
| 2024      | Belgie             | Remco Evenepoel        | Soudal–Quick-Step         |
| 2025      | Dánsko             | Jonas Vingegaard       | Visma–Lease a Bike        |

### Vícenásobní vítězové
| Vítězství | Jezdec                   | Ročníky          |
| --------- | ------------------------ | ---------------- |
| 3         | Belmiro Silva (POR)      | 1977, 1981, 1984 |
| 2         | Firmino Bernardino (POR) | 1979, 1980       |
| 2         | Manuel Cunha (POR)       | 1986, 1987       |
| 2         | Joaquim Gomes (POR)      | 1988, 1992       |
| 2         | Fernando Carvalho (POR)  | 1989, 1990       |
| 2         | Cássio Freitas (BRA)     | 1993, 1995       |
| 2         | Cândido Barbosa (POR)    | 1997, 2002       |
| 2         | Alberto Contador (ESP)   | 2009, 2010       |
| 2         | Tony Martin (GER)        | 2011, 2013       |
| 2         | Michał Kwiatkowski (POL) | 2014, 2018       |
| 2         | Geraint Thomas (GBR)     | 2015, 2016       |
| 2         | Remco Evenepoel (BEL)    | 2020, 2022       |

### Vítězství dle zemí
| Vítězství | Země                                                                     |
| --------- | ------------------------------------------------------------------------ |
| 25        | Portugalsko                                                              |
| 4         | Belgie                                                                   |
| 3         | Španělsko                                                                |
| 2         | Brazílie, Dánsko, Itálie, Německo, Polsko, Spojené království, Slovinsko |
| 1         | Česko, Švýcarsko, Spojené státy americké, Austrálie, Kolumbie            |